# Aino Thauvón-Suits

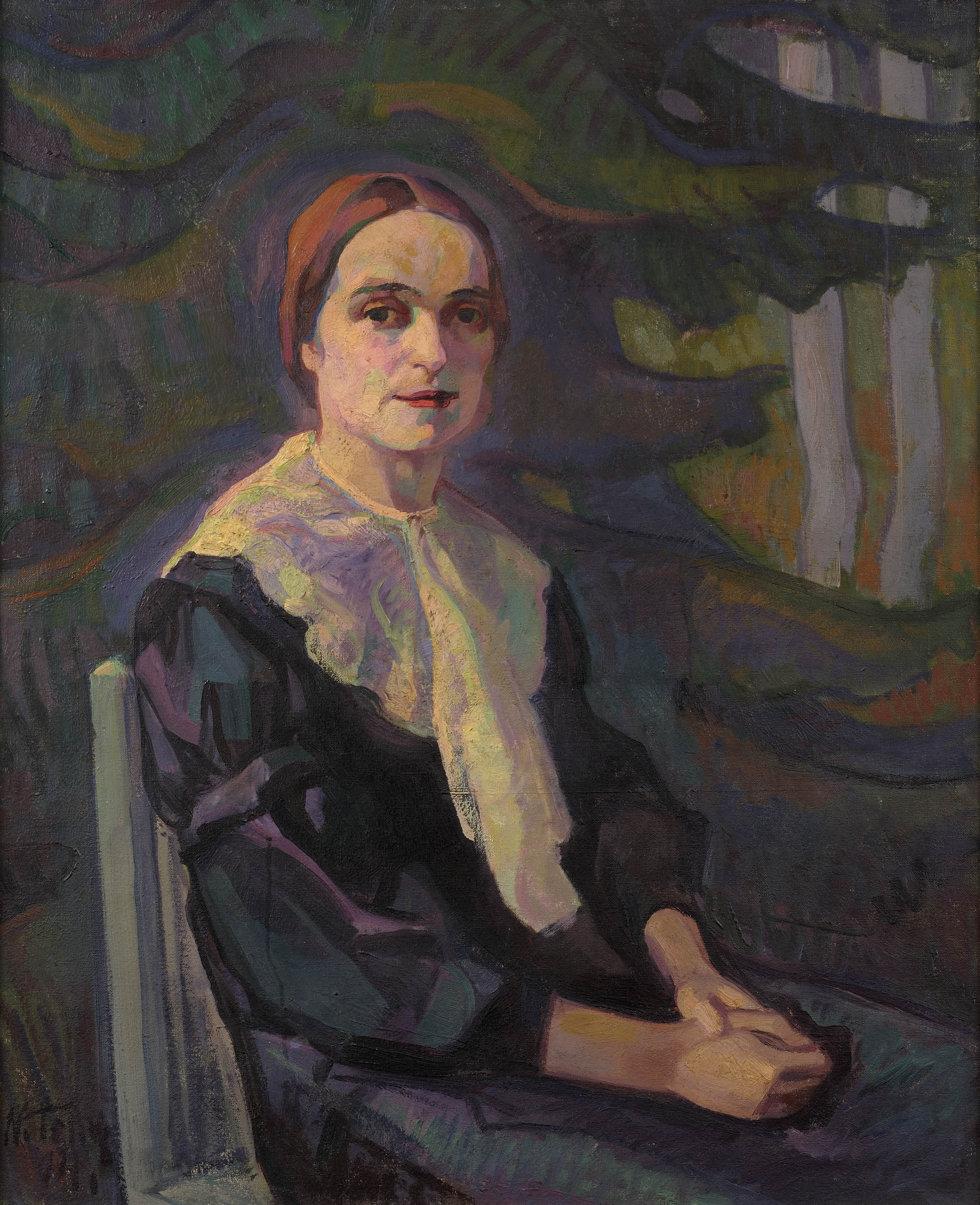
"Aino Suits", 1914, Nikolai Triik.

Aino Emilia Thauvón-Suits, född 9 november 1884 i Haapajärvi, död 8 augusti 1969 i Göteborg, var en finländsk översättare och författare.
Aino Thauvón-Suits far var kyrkoherde Emil Thauvón i Viitasaari. Hon var gift med den estländske författaren och poeten Gustav Suits. Poeten Eino Leino bodde i början av 1920-talet hos familjen Suits i Helsingfors och besökte dem även i Viitasaari under sommaren 1923. Aino Thauvón-Suits ordnade även Eino Leinos resa till Estland under våren 1921.
Familjen Suits bodde under 1924–1944 i Estland där Gustav Suits var verksam som professor i litteraturhistoria vid Tartu universitet. I september 1944 flydde Suits undan den sovjetiska ockupationsarmén till Finland och senare samma år vidare till Sverige. Gustav Suits arbetade på Nobelinstitutets förlag i Stockholm. År 1953 utnämndes han till kulturminister i den estniska exilregeringen, men han avböjde uppdraget.
Suits hade två döttrar, Anna-Lisa (1914–1956) och Helga (1924–1999). Helga Suits-Kangro publicerade föräldrarnas brevväxling från åren 1908–1916 i boken Aino ja Gustavi lugu (1987).
Aino Thauvón-Suits är begravd på Skogskyrkogården i Stockholm, tillsammans med sin make och deras äldsta dotter Maret (Anna-Lisa Margareta) Suits-Elson.

## Verk
Under namnet Emilia Tavia:
- Friedebert Tuglas: Vilkkuva tuli: Novelleja. Viron kielestä suomentanut Emilia Tavia. Otava 1911.

Under namnet Aino Thauvón-Suits:
- Tuntemani Eino Leino – kärsivä ihminen. WSOY 1958.
- Gustav Suitsu noorus: kirjade, luuletuste ja mälestuste põhjal. 2. painos Olion, Tallinn 1997.